# NGC 970

NGC 970

NGC 970 في الفهرس العام الجديد، هي مجرة، تقع في كوكبة المثلث. اكتشفت في 14 سبتمبر 1850 بواسطة ويليام بارسونز.

## روابط خارجية
- NGC 970 على موقع ويكي سكاي: DSS2, SDSS, GALEX, IRAS, Hydrogen α, X-Ray, Astrophoto, Sky Map, Articles and images